# Мешково-Погорелово
Мешково-Погорелово (укр. Мішково-Погорілове) — село в Николаевском районе Николаевской области Украины. До 19 июля 2020 года входило в состав Витовского района.
Основано в 1810 году. Население по переписи 2001 года составляло 5484 человек. Почтовый индекс — 57215. Телефонный код — 512. Занимает площадь 46,11 км².
В селе родился Герой Советского Союза Иван Моторный.